# Itanium

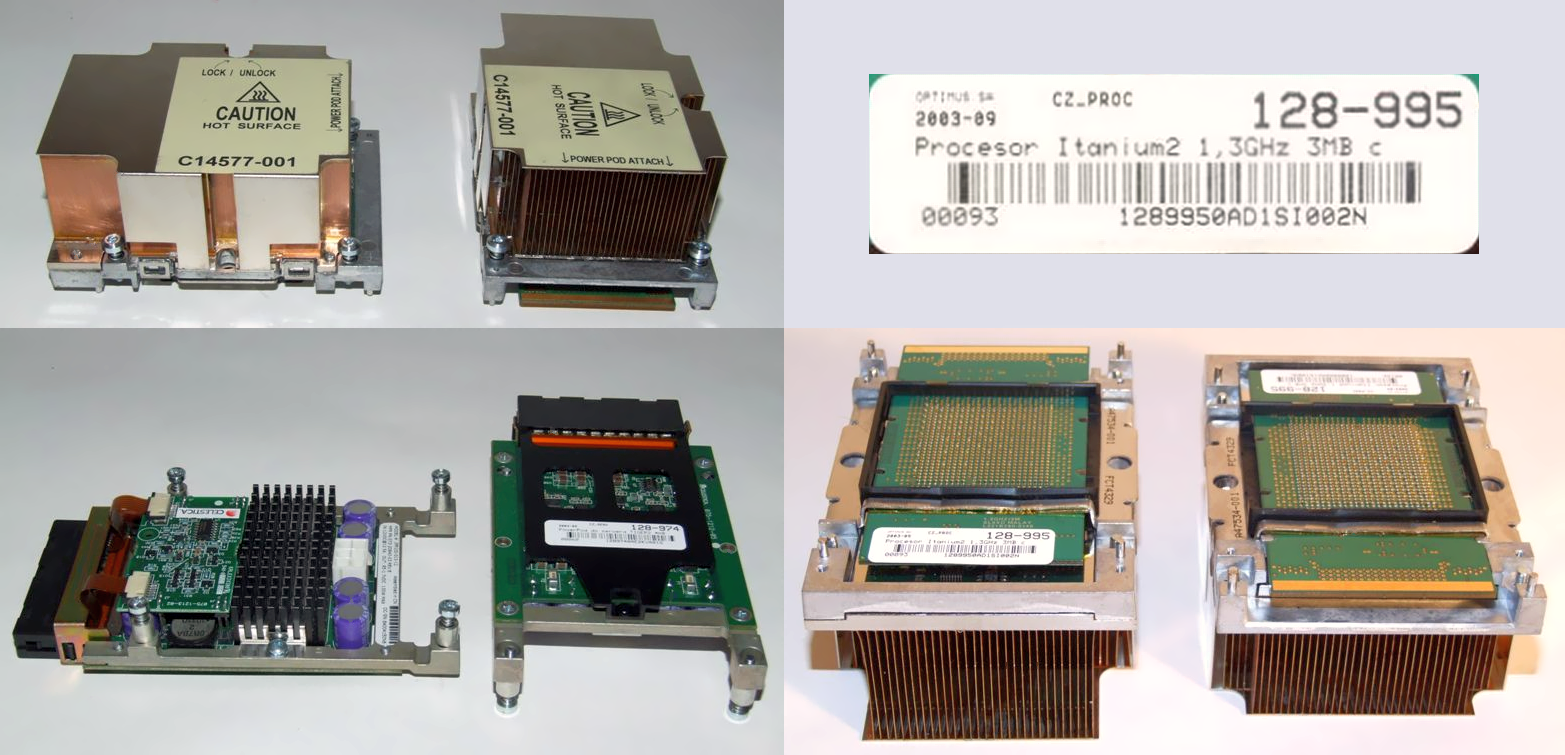
Procesor Itanium 2

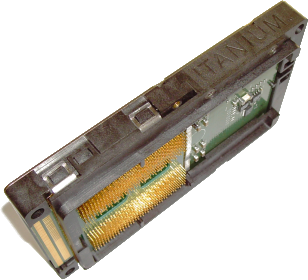
Procesor Itanium

Itanium – procesor architektury IA-64 opracowany przez firmy Hewlett-Packard i Intel.
Pierwsza wersja Itanium (nazwa kodowa: Merced), ukazała się w czerwcu 2001 roku. Procesor wykonany był w technologii 180 nm, taktowany zegarem 733 lub 800 MHz. Dostępne były dwie wersje: z 2 MB i z 4 MB pamięci podręcznej L3. Ceny wahały się w granicach od 1200 do 4000 USD.
Mimo zaawansowanej technologicznie architektury będącej implementacją VLIW wydajność tych procesorów w trybie emulacji była mierna. Głównym problemem była wydajność w trybie IA-32, gdyż większość systemów (Windows 2000) oraz aplikacji było zaprojektowanych do pracy w trybie 32-bitowym. W trybie IA-64 procesory Merced osiągały niewiele lepsze wyniki niż procesory klasy RISC, a dodatkowym problemem było znaczne wydzielanie ciepła. Z powodu wysokiej ceny oraz braku oprogramowania zostało sprzedanych tylko kilka tysięcy systemów z procesorem Merced. Intel, rozumiejąc problem braku oprogramowania, dostarczył systemy z procesorem Merced do Niezależnych Producentów Aplikacji (ISV) oraz rozpoczął pracę nad drugą generacją procesora − Itanium 2.